# Office des Nations unies contre la drogue et le crime

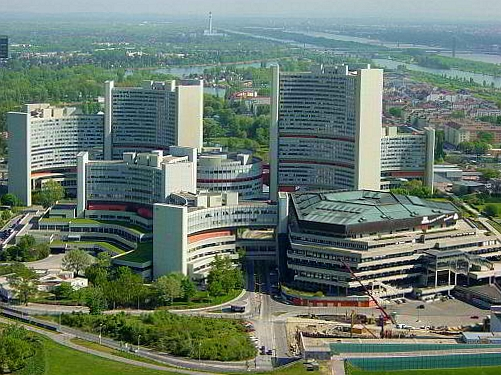
Vienna International Centre, accueillant l'Office des Nations unies à Vienne, où siège l'Office des Nations unies contre la drogue et le crime.

L'Office des Nations unies contre la drogue et le crime (ONUDC), en anglais United Nations Office on Drugs and Crime (UNODC), est un organe du Secrétariat des Nations unies dont le siège est à l'Office des Nations unies de Vienne en Autriche.
Fondée en 1997, par la fusion du Programme des Nations unies pour le contrôle international des drogues (PNUCID) et du Centre pour la prévention internationale du crime des Nations unies (CPIC),, l'organe fut initialement appelé Bureau du contrôle des drogues et de la prévention du crime et rebaptisé en octobre 2002.

## Objectifs et mandat
Les objectifs et les domaines de travail de l'ONUDC ont été définis dans sa stratégie pour la période 2008-2011. Sa mission est d’assister les États membres dans la réalisation de l’objectif de sécurité et de justice pour tous en rendant le monde plus sûr face à la criminalité, aux drogues et au terrorisme.
L'ONUDC est notamment guidée dans son action par un ensemble d'instruments juridiques internationaux.  Ainsi par exemple, la Convention des Nations unies contre la corruption, la Convention des Nations unies contre la criminalité transnationale organisée, le cadre juridique international du contrôle des drogues (Convention unique sur les stupéfiants de 1961, Convention sur les substances psychotropes de 1971, Convention contre le trafic illicite de stupéfiants et de substances psychotropes de 1988), et le cadre juridique international de la lutte contre le terrorisme.

## Structure
L’ONUDC emploie 500 personnes à son siège de Vienne, en Autriche, et 1 500 personnes à travers le monde. Cet organe possède 21 bureaux extérieurs et deux bureaux de liaison à Bruxelles et à New York. L’ONUDC est dirigé par un Directeur exécutif nommé par le Secrétaire général des Nations unies. Ce poste est actuellement occupé par Yury Fedotov, l’ancien ambassadeur de Russie au Royaume-Uni, nommé le 13 septembre 2010 à la suite d’Antonio Maria Costa. Yury Fedotov est également le Directeur général du bureau des Nations unies à Vienne. Les objectifs de l’ONUDC à long terme sont de mieux équiper les gouvernements pour la lutte contre les drogues, la criminalité, le terrorisme et les problèmes de corruption, d’informer les institutions et les agences gouvernementales ainsi que le public sur ces problèmes, au niveau global, national et au sein des communautés. Environ 90 % du budget de l’ONUDC est issu de cotisations volontaires versées essentiellement par les gouvernements. L'ONUDC comprend également l'Organe international de contrôle des stupéfiants (OICS).

## Domaines d'action
L’ONUDC fournit également une assistance technique et financière aux gouvernements des États membres pour les aider à faire face à leurs problèmes respectifs dans ces domaines. Les principaux domaines d’activité de l’ONUDC sont : le développement alternatif, la corruption, la justice pénale, la réforme du système carcéral, la prévention de la criminalité, la prévention et le traitement de l’abus de drogue, le VIH et le SIDA, la traite des êtres humains et le trafic illicite de migrants, le blanchiment d'argent, la criminalité organisée, la piraterie et la prévention du terrorisme.

## Activités
Chaque année, l’ONUDC publie un Rapport mondial sur les drogues, qui donne un aperçu exhaustif du problème des drogues dans le monde, et sur la situation du trafic illicite de drogue, afin d’identifier les tendances de l’évolution des marchés mondiaux. Le rapport contient des estimations et des données collectées ou préparées par les gouvernements, l’ONUDC et d’autres institutions internationales sur les tendances en matière de production, de trafic et de consommation d’opium/d’héroïne, de coca/cocaïne, de cannabis et de stimulants apparentés aux amphétamines. À travers ce Rapport mondial, l'ONUDC veut éclairer les États membres à propos des tendances mondiales du domaine des drogues illicites, et répondre à un besoin des données systématiquement recherchées et mises à jour relatives aux drogues illicites.
Concernant la criminalité, l'ONUDC joue surtout un rôle de lanceur d'alerte : fin 2009, Antonio Maria Costa, qui dirigeait l’ONUDC a averti qu’au plus fort de la crise bancaire (18 mois entre 2007 et 2009, le système bancaire mondial étant alors asphyxié, quasi paralysé), des banques sevrées de liquidités ont absorbé d’importants flux d’argent sale (criminel), certaines ayant même été sauvées par cet afflux d’argent « noir ». A. M. Costa estime les profits annuels de la criminalité organisée internationale à environ 350 milliards de dollars.

### Traités
Le travail de l’ONUDC est régi par les Conventions des Nations unies et leurs protocoles.

#### Traités contre la criminalité

##### Convention des Nations unies contre la criminalité transnationale organisée et protocoles liés
La Convention des Nations unies contre la criminalité transnationale organisée aussi dite Convention de Palerme est un instrument juridiquement contraignant promulgué le 29 septembre 2003. À travers cette convention, les États membres s’engagent à appliquer une série de mesures contre la criminalité transnationale organisée. Cette convention représente une étape importante de la lutte contre la criminalité transnationale car elle reconnaît la gravité du problème posé par la criminalité et permet aux États membres de comprendre l’importance de mesures de coopération. Trois protocoles complètent la convention :
- le Protocole additionnel à la Convention des Nations unies contre la criminalité transnationale organisée visant à prévenir, réprimer et punir la traite des personnes, en particulier des femmes et des enfants ;
- le Protocole contre le trafic illicite de migrants par terre, air et mer ;
- le Protocole contre la fabrication et le trafic illicites d'armes à feu, de leurs pièces, éléments et munitions.

Le Protocole visant à prévenir, réprimer et punir la traite des personnes, en particulier des femmes et des enfants a pour but d’uniformiser les crimes propres à chaque pays dans le processus d’enquête et de poursuite judiciaire. Un autre objectif du protocole est celui de protéger les victimes de la traite des êtres humains.
Le Protocole contre le trafic illicite de migrants par terre, air et mer s’attaque au problème toujours majeur des groupes criminels organisés de trafiquants de migrants. Il a pour but de combattre et de prévenir le trafic illicite transnational et de promouvoir la mise en place de mesures de coopération afin de mieux protéger les victimes.
Le Protocole contre la fabrication et le trafic illicite d’armes à feu, de leurs pièces, éléments et munitions a été adopté afin de prévenir et de mettre en place une mesure de coopération dans ce domaine. En adoptant le protocole, les États membres s’engagent à adopter des peines contre les crimes de production illicite en fournissant des licences pour la possession de munitions et en opérant un suivi de ces munitions.

##### Convention des Nations unies contre la corruption (UNCAC)
Dans sa résolution 55/61, l’Assemblée générale a reconnu la nécessité d’un instrument juridique international efficace contre la corruption et indépendant de la Convention des Nations unies contre la criminalité transnationale organisée. Le texte de la convention a été négocié pendant sept sessions qui se sont tenues du 21 janvier 2002 au 31 octobre 2003. La convention a été adoptée par l’Assemblée générale le 31 octobre 2003 et est entrée en vigueur en décembre 2005. Le 9 novembre 2012, 140 pays avaient signé et 164 pays (États Parties) avaient ratifié la convention. L’ONUDC fait office de Secrétariat pour la Conférence des États Parties (CoSP) à la Convention des Nations unies contre la corruption. En tant que gardien de l’UNCAC, l’ONUDC est aussi l’un des principaux organes à l’origine de la création de l’Académie internationale de lutte contre la corruption (IACA), dont la fonction première est, entre autres, de s’assurer de la bonne application de la UNCAC.

### Traités contre les drogues
Les programmes de l’ONUDC relatifs aux drogues sont régis par trois traités : la convention unique sur les stupéfiants de 1961 amendée par le protocole de 1972, la convention sur les substances psychotropes de 1971 et la Convention contre le trafic illicite de stupéfiants et de substances psychotropes de 1988.
Ces trois grands traités internationaux pour le contrôle des drogues sont complémentaires. Un des principaux objectifs des deux premiers traités est de codifier des mesures de contrôle applicables internationalement afin d’assurer la disponibilité de stupéfiants et de psychotropes pour la recherche médicale et scientifique et de prévenir leur diversion vers les canaux illicites. Les traités incluent également des clauses générales sur le trafic et l’abus de drogue.

### Campagnes
L’ONUDC lance des campagnes de sensibilisation aux problèmes des drogues et de la criminalité. Le 26 juin de chaque année, l’ONUDC célèbre la Journée internationale contre l'abus et le trafic de drogues (en). Le 9 décembre de chaque année, l’ONUDC célèbre la Journée internationale de lutte contre la corruption.

#### Campagne mondiale contre les drogues – «Do drugs control your life»?
L’Office des Nations unies contre les drogues et le crime a lancé cette campagne internationale afin de sensibiliser le public aux plus grands défis posés par les drogues à l’ensemble de la société mais surtout aux jeunes. L’objectif de la campagne est de mobiliser de l’aide et d’encourager les gens à agir contre l’abus et le trafic de drogues et les jeunes à faire passer leur santé avant tout et à ne pas prendre de drogue.

#### «Your no counts» - Campagne internationale contre la corruption
L’Office des Nations unies contre les drogues et le crime s’est associé au Programme des Nations unies pour le développement (PNUD) afin de lancer sa campagne étudiant comment la corruption entrave les efforts visant à appliquer les mesures liées aux objectifs du millénaire pour le développement (OMD), sape la démocratie et l’application de la loi, engendre des violations des droits de l'homme, déroute les marchés, abaisse la qualité de la vie et fait place à la criminalité organisée, au terrorisme ainsi qu’à d’autres menaces à la sécurité humaine.

#### «Think AIDS» - Campagne mondiale contre le sida
Les jeunes âgés de 15 à 24 ans représentent environ 40 % des nouvelles infections par le VIH chez les adultes (de 15 ans et plus) dans le monde. Dans certaines régions du monde et au sein de certains sous-groupes marginalisés, les modes de transmission du VIH les plus fréquents chez ces jeunes gens sont les injections à risque de drogues et les pratiques sexuelles à risque.
Étant donné que les consommateurs de drogues sont surtout des jeunes, l’ONUDC a choisi de cibler cette population à travers une campagne de sensibilisation sur la consommation de drogue et son lien avec la propagation du VIH et du SIDA. Le slogan « Pense avant de commencer… Avant de t’injecter… Avant de partager » (« Think Before You Start ... Before You Shoot ... Before You Share ») vise à pousser les jeunes à réfléchir sur les conséquences de la consommation de drogue et plus particulièrement de l’injection de drogue.

#### Campagne «Blue Heart» contre la traite des êtres humains
La campagne « Blue Heart » vise à encourager les actions aidant à lutter contre la traite d’êtres humains. En portant le badge Blue Heart, le public peut montrer son soutien aux victimes. L’utilisation du bleu, couleur de l’ONU, sert à montrer l’engagement des Nations unies dans la lutte contre ce crime.

## Critique
En 2007, les cinq plus gros donateurs de l’ONUDC étaient, dans l’ordre décroissant : l’Union européenne, le Canada, les États-Unis, l’ONU et la Suède. La Suède et les États-Unis sont favorables à une politique de tolérance zéro en matière de drogue. Selon le Transnational Institute, ceci explique pourquoi, jusqu’à récemment, l’ONUDC n’a pas fait la promotion de politiques de réduction des risques comme l’échange de seringues usagées contre de nouvelles seringues et les traitements à base d’héroïne synthétique (contrairement aux actions d’organismes de l’ONU tels que l’OMS et l’ONUSIDA, qui sont en faveur de ces mesures). L’ONUDC préconise d’autres mesures pour la prévention de l’usage de drogue et le traitement, qui seraient « basées sur des preuves scientifiques et sur l’éthique ». L’ONUDC a été critiqué par des organisations de défense des droits de l’Homme telles qu’Amnesty International car il n’a pas préconisé l’inclusion du respect des normes internationales des droits de l’Homme dans son projet en Iran. Selon Amnesty, il y aurait en Iran « de sérieuses préoccupations concernant les procès arbitraires et les exécutions des personnes suspectées de crime en lien avec les drogues ».

## Ambassadeurs de bonne volonté
Les ambassadeurs de bonne volonté de l'ONUDC incluent : Tetsuya Komuro, Eduardo Nájera, Vlade Divac, Khodadad Azizi, Hidetoshi Nakata et Nenê Hilario.